# Joachim Otto Voigt
Joachim Johann Otto Voigt ( * 1798 - 1843) fue un cirujano, y botánico danés-alemán, especializándose en las pteridófitas y en las espermatófitas.
William Griffith (1810-1845) hace publicar, a título póstumo: “Hortus suburbanus Calcuttensis″, un catálogo de plantas que han sido cultivatas en el hon. East India Company's botanical garden, Calcutta and in the Serampore botanical garden, generalmente conocido como el Jardín del Dr. Carey, desde el inicio de ambos establecimientos (de 1786 y de 1800) hasta fines de agosto de 1841, elaborado de conformidad con el acuerdo Jussieuan, y sobre todo de conformidad con la segunda edición de 1836, del Sistema natural botánico de Lindley, por J.O. Voigt (Bishop's college press, Calcutta, 1845), precedida de un prefacio de su viuda Rachel S. Voigt.

## Honores

### Epónimos
- (Euphorbiaceae) Givotia Griff.

- La abreviatura «Voigt» se emplea para indicar a Joachim Otto Voigt como autoridad en la descripción y clasificación científica de los vegetales.[1]